# Frigyes Karinthy
Frigyes Karinthy (n. 25 iunie 1887 – d. 29 august 1938) a fost un scriitor, jurnalist și traducător maghiar.

## Viața și activitatea
S-a născut și a trăit la Budapesta. A fost un scriitor satiric de mare succes, a scris romane, poezii, piese de teatru, eseuri. A lucrat la reviste, a tradus din A. A. Milne (Winnie-the-Pooh) și Mark Twain (Tom Sawyer). A avut doi fii, Gábor Karinthy (1914–1974) și Ferenc Karinthy (1921–1992), amândoi scriitori. Márton Karinthy (1949–), nepotul lui Frigyes Karinthy este scriitor și regizor de teatru.
După ce și-a luat bacalauratul a urmat cursurile la specializările matematică-fizică, litere, chirurgie. Cu toate că nu a absolvit nici o specializare, toată viața a fost interesat de descoperirile în știință.   
Primul succes literar l-a avut la vârsta de 15 ani când i-a apărut nuvela Nászutazás a Föld középpontján keresztül (Călătorie de miere prin centrul Pământului), inspirat de Jules Verne. Scriitorul englez Jonathan Swift, considerat marele maestru, i-a influențat mai multe scrieri.
În 1936 a fost operat la creier de către renumitul profesor Herbert Olivecrona (Stockholm), ceea ce i-a inspirat scrierea romanului renumit Călătorie în jurul craniului meu. A murit în 1938.

## Scrieri
- 1912: Oglinda care deformează ("Görbe tükör")
- 1912: Așa scrieți voi ("Igy irtok ti")
- 1916: Caricaturi literare de război ("Háborús irodalmi karikatúrák")
- 1926: Mâine dimineață ("Holnap reggel")
- 1937: Călătorie în jurul craniului meu ("Utazás a koponyám körül").

### Traduceri în română
- Lucia Verona: Piesa Dimineața de mîine de Karinthy Frigyes – traducere din limba maghiară, reprezentată în 1996 la Teatrul din Baia Mare.
- Karinthy Frigyes: Două corăbii. Imaginea eului. Povestiri. Traducerea de Costache Anton și Eugen Habai. Prezentarea autorului de Kuczka Péter. (Colecția Povestiri Științifico-Fantastice, nr. 383). București: Editura Revista Știință și Tehnică, 1970, 32 p., Combinatul Poligrafic Casa Scânteii
- Karinthy Frigyes: Cele două suflete ale Oliviei. Schițe și scenete umoristice. Prefață și traducere: Aurel Buteanu. Ilustația copertei: Mihai György. (Biblioteca pentru toți, nr. 570). București: Editura Minerva., 1970, 390 p., Combinatul Poligrafic Casa Scânteii
- Karinthy Frigyes: Alo! Cine-i acolo? Povestiri umoristice. Traducere de Constantin Olariu. Coperta și illustrațiile Tia Peltz. București: Editura Albatros, 1972, 224 p.
- Karinthy Frigyes: Moartea hipnotică. Povestiri științifico-fantastice. Traducător: Costache Anton, Eugen Hadai. Prefață: Adrian Rogoz. Ilustrația copertei: Gh. Marinescu. București: Editura Albatros, 1975, 196 p  (Colecția Povestiri Științifico-Fantastice, nr. 385)
- Karinthy Frigyes: Dați-mi voie, d-le profesor. Schițe umoristice. În românește de Aurel Buteanu. Prefață de Ștefan Luca. Coperta: Kazinczy G. Timișoara, Editura Facla, 1977, 287 p.
- Karinthy Frigyes: Dați-mi voie, domnule profesor. (Schițe) În românește de A. Bunteanu. București: Editura tineretului, 1961, (Combinatul Poligrafic, Casa Scânteii Stalin) 200 p., 25210 ex.
- Karinthy Frigyes: Călătorie în Faremido. Capillaria. În românește de Eugen Hadai. Prefață de Ion Hobana. Editura Forum, 1997. Republicat în 2005 de Editura Minerva, în colecția Ion Hobana Prezintă Maeștrii Anticipației Clasice.